# الکساندر اشمیرل
الکساندر اشمیرل (آلمانی: Alexander Schmirl؛ زادهٔ ۱۹ سپتامبر ۱۹۸۹) تیرانداز اهل اتریش است.
وی در مسابقات کشوری و بین‌المللی در مجموع برندهٔ ۲ مدال طلا، ۵ مدال نقره، ۴ مدال برنز شده‌است.